# Rosenudden
Rosenudden (finska: Ruusuniemi) är en udde i Finland. Den ligger i stadsdelen Nordsjö i Helsingfors stad och landskapet Nyland, i den södra delen av landet, 15 km öster om huvudstaden Helsingfors.
Terrängen inåt land är platt. Havet är nära Rosenudden åt sydost.